# Hermann Rieger (Physiotherapeut)

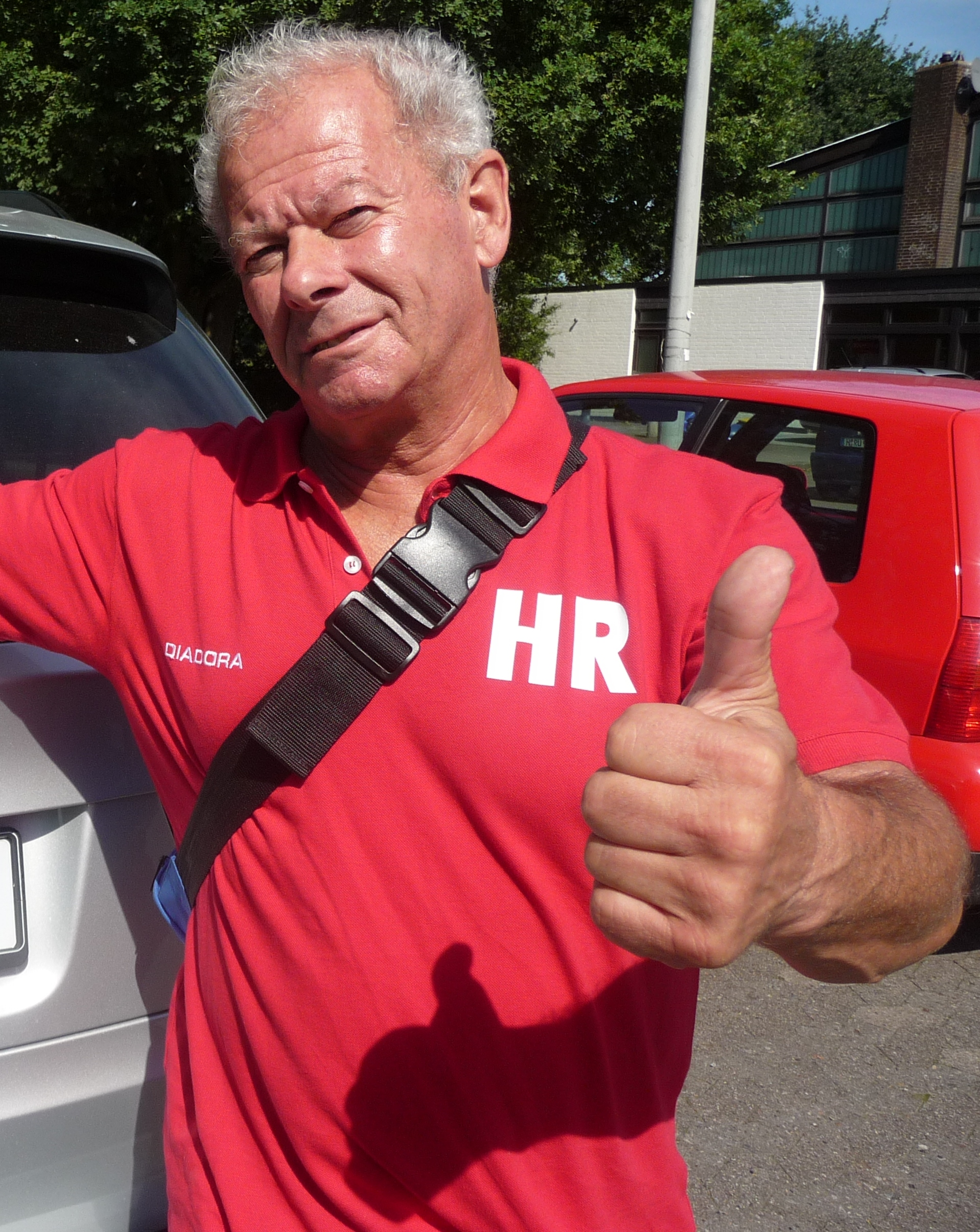
Markenzeichen: „Daumen hoch“ Hermann Rieger

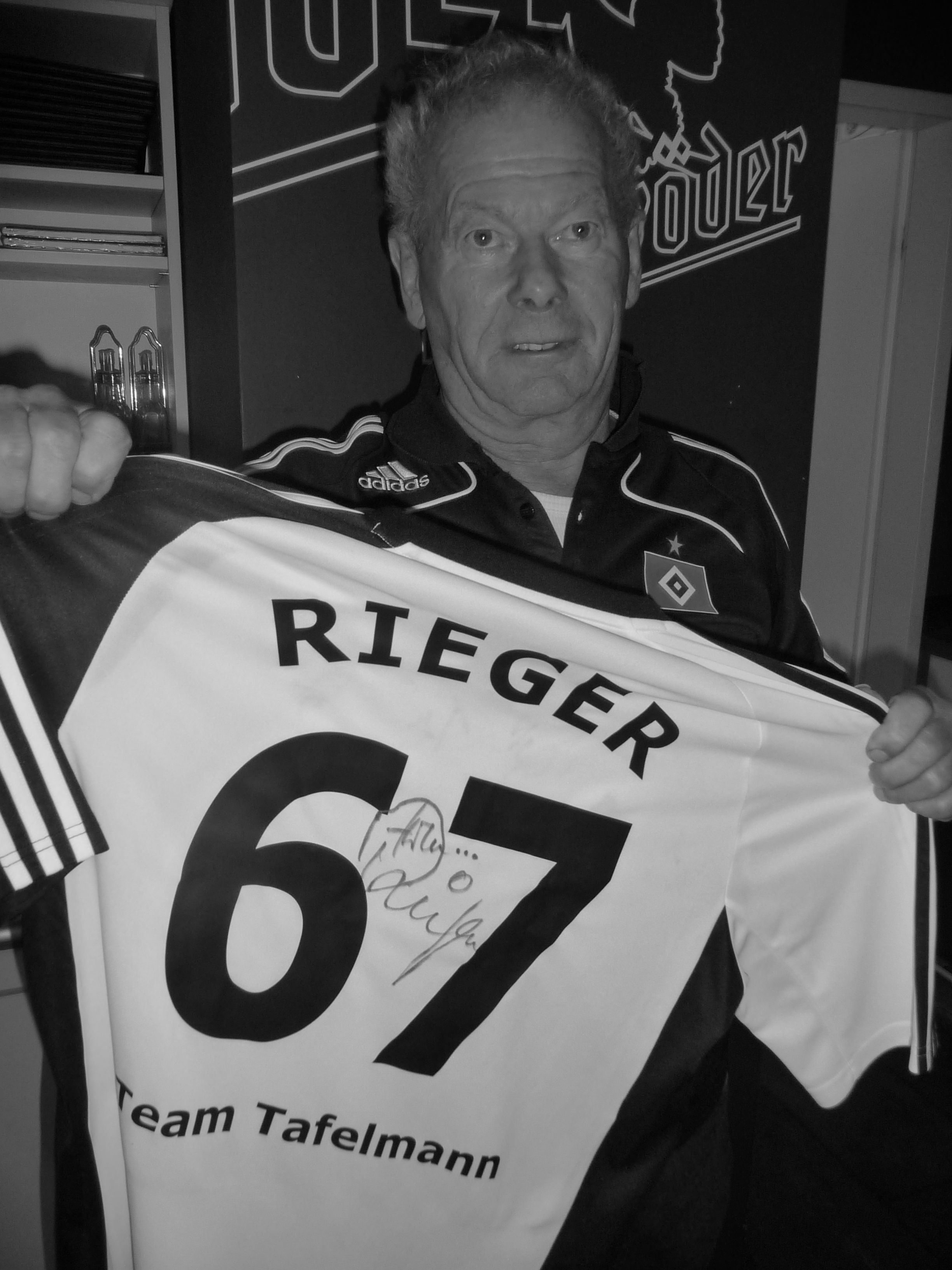
HSV-Legende Hermann Rieger

Hermann Josef Rieger (* 2. Oktober 1941 in Mittenwald; † 18. Februar 2014 in Hannover) war ein deutscher DSV-Skitrainer und Physiotherapeut beim Hamburger SV. Seine 26-jährige Tätigkeit als Masseur beim HSV machten ihn zum Vereinsidol und „Kultmasseur“. Heute erinnert eine Bronzestatue vor dem Nord-Ost-Eingang des Volksparkstadions an Rieger.

## Leben
Der gelernte Einzelhandelskaufmann Hermann Rieger arbeitete zunächst nebenher als Skilehrer, von 1971 bis 1976 war er Skitrainer beim Deutschen Ski-Verband. Während dieser Zeit machte er eine Ausbildung zum Physiotherapeuten bei Hans-Jürgen Montag, dem späteren Physiotherapeuten der deutschen Fußballnationalmannschaft. In dieser Funktion arbeitete er 1977/78 beim FC Bayern München. 1978 vermittelte Manfred Kaltz seinen Wechsel zum HSV, bei dem er sein Engagement erst nach 26 Jahren – aufgrund der ersten von vielen Krebserkrankungen ab 2004 – wieder beendete. Zwischenzeitlich war Rieger beim HSV auch Co-Trainer, Felix Magath beförderte ihn im Oktober 1995 kurz nach seinem Amtsantritt als Cheftrainer auf diesen Posten. Der HSV veranstaltete zu seinen Ehren ein Abschiedsspiel, eine außerordentlich seltene Ehrung für einen Vereinszugehörigen, der kein Spieler ist.
Am 19. Juli 2005 wurde in Mittenwald der Weg in der Nähe seines Elternhauses in „Hermann-Rieger-Weg“ umbenannt.
Im November 2006 erklärte sich Hermann Rieger bereit, die Aktion „HSV-Fans helfen kranken Kindern“ als prominenter Pate zu unterstützen. Der Verein HSV-Fans helfen Kindern e. V. sammelt hierbei Geld- und Sachspenden für die Kinderstation des Universitätsklinikums Hamburg-Eppendorf in Hamburg. Seit Mai 2009 unterstützte er ebenfalls die Benefizaktion Kicken mit Herz als Trainer und Physiotherapeut der Ärztemannschaft „Placebo Kickers Hamburg“, die jedes Jahr im Mai gegen eine Prominentenauswahl der „Hamburg Allstars“ zu Gunsten der Kinder-Herzstation des Universitätsklinikums Eppendorf antritt.
Hermann Rieger genießt unter HSV-Anhängern aufgrund seiner ehrlichen und fröhlichen Art und seiner langen Tätigkeit für den HSV einen Kultstatus, wie ihn sonst nur wenige Spieler erreichen (Schlachtruf aus schlechten Zeiten: Außer Hermann könnt ihr alle gehen). Bei Verletzung eigener Spieler schallte lauthals „Hermann, Hermann“ durch das Volksparkstadion, wenn Rieger auf das Feld lief. Ein Fanclub (Hermann’s treue Riege) sowie das HSV-Maskottchen Hermann sind nach ihm benannt. Ernst Happel gab ihm den Spitznamen „Geschnitzter“. Zudem wurde Rieger am 29. September 2012 im Rahmen des Vereinsjubiläums als Masseur in die 125-Jahre-Mannschaft gewählt.

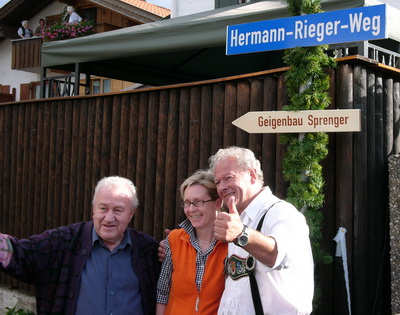
Hermann Rieger (rechts) anlässlich der Benennung des Hermann-Rieger-Wegs in Mittenwald

2011 wurde Hermann Rieger zum „Hamburger des Jahres“ in der Kategorie „Lebenswerk“ geehrt. Die Laudatio hielt Felix Magath. Bei der Hamburger Sportgala am 17. Februar 2014, einen Tag vor seinem Tod, bekam Rieger den Ehrenpreis. Bernd Wehmeyer, HSV-Teammanager Jürgen Ahlert und Horst Hrubesch nahmen den Preis für ihn entgegen.
Rieger war seit 2010 verwitwet und lebte bis zu seinem Tod in Alfstedt. 2012 trat er der CDU bei.
Hermann Rieger starb am 18. Februar 2014 im Alter von 72 Jahren nach langer schwerer Krebserkrankung im Klinikum der Medizinischen Hochschule Hannover. Zu Ehren Hermann Riegers wurden die Flaggen am Volksparkstadion auf halbmast gesetzt. Vor dem Bundesligaspiel gegen Borussia Dortmund am 22. Februar 2014 gab es eine Schweigeminute und die HSV-Spieler traten mit Trauerflor an. Zudem organisierten die HSV-Fans einen Tag nach Riegers Tod einen Trauermarsch von der S-Bahn-Station Stellingen bis zur Arena, an dem rund 1000 Fans teilnahmen, und eine Choreographie beim Einlaufen der Mannschaften gegen den BVB, bei der über die gesamte Nordtribüne das Konterfei Riegers mit seinem Markenzeichen mit der Unterschrift Für immer unser bester Mann, den niemand je ersetzen kann. Ruhe in Frieden, Hermann! zu sehen war. Die Trauerfeier fand am 2. März 2014 im Volksparkstadion statt. An seinem ersten Todestag wurde eine Bronzestatue Riegers vor dem Nord-Ost-Eingang des Volksparkstadions eingeweiht. Im Hamburger Fanblock erinnert ein Banner mit der Aufschrift „Hermann’s treue Riege“ und seinem Konterfei an ihn.